# Теракт во Владикавказе (1999)
Террористи́ческий акт во Владикавка́зе — взрыв на Центральном рынке Владикавказа (Северная Осетия), совершённый 19 марта 1999 года. В результате взрыва 52 человека погибли, 168 человек получили ранения.

## Ход событий
Место для проведения теракта, по данным оперативников, выбирал террорист Магомед Цакиев. По приказу Хаттаба он вербовал людей в преступную группировку, целью которой было организовать в Северной Осетии как можно больше терактов.
В 10 часов утра Магомед Цакиев спрятал бомбу в центральной части рынка. Террорист подошёл к Зареме Мисиковой, которая продавала молочные продукты, и попросил женщину присмотреть за мешком. Цакиев объяснил Мисиковой, что якобы пошёл за грузчиком. Взрыв прогремел в 11:40 по местному времени. 

## Последствия
21 марта 1999 года в России был объявлен днём общенационального траура по погибшим, так как днём ранее произошёл пожар в психоневрологическом диспансере (Вологодская область)
В связи с терактом матч футбольных сборных России и Андорры был перенесён из Владикавказа в Москву по настоянию андоррской стороны. Также это повлияло на расписание игр владикавказской «Алании» в чемпионате России по футболу, вынудив усилить меры безопасности накануне матча 1-го тура против московского «Спартака».
15 декабря 2003 года Верховный суд Северной Осетии вынес приговор обвиняемым по делу о теракте. Адам Цуров был приговорён к пожизненному заключению в колонии особого режима, Махмуд Темирбиев и Абдурахман Хутиев — к 23 годам лишения свободы каждый. Сейчас Цуров по-прежнему отбывает наказание в колонии «Белый лебедь» в Пермском крае.
Магомед Цакиев свой приговор услышать не успел — к тому моменту террорист уже был убит в результате боестолкновения.